# Danko Lazović
Danko Lazović (en serbe en écriture cyrillique : Данко Лазовић), né le 17 mai 1983 à Kragujevac (Yougoslavie aujourd'hui Serbie), est un footballeur international serbe qui évoluait au poste d'attaquant.

## Biographie
Il a commencé sa carrière avec le club de sa ville natale, le FK Radnički Kragujevac.
Il rejoint le Feyenoord Rotterdam pendant l'été 2003 pour sept millions d'euros, après 3 saisons couronnées de succès passées au Partizan Belgrade, durant lesquelles il joue 52 matchs et marque 20 buts pour le club. Feyenoord le prête au Bayer Leverkusen en 2005.
Après un nouvel échec à Leverkusen, Danko Lazović retourne au Partizan Belgrade le 20 janvier pour un prêt de 6 mois. Il y réalise une demi-saison convenable marquant 5 buts en 11 apparitions, mais dans le vestiaire ses rapports avec les autres joueurs ne sont pas bons. Début mai 2006, lors d'un entraînement pour la dernière journée du championnat, il est impliqué dans une bagarre avec son coéquipier Niša Saveljić.
Pendant l'été 2006, il rejoint le championnat néerlandais, où il a déjà évolué, il signe au Vitesse Arnhem. Le club l'achète au Feyenoord pour 1,5 million d'euros. Lors de la saison qui suit, Lazović confirme tous son potentiel, en réalisant une très bonne saison (il marque 20 buts en 34 matchs). À la fin de la saison, le 7 juin 2007, il signe au PSV Eindhoven pour 5 ans à son arrivée il est vu comme le successeur de Mateja Kežman.
En mars 2010, il rejoint le Zénith Saint-Pétersbourg pour cinq millions d'euros, et pour 4 ans.

## Palmarès

### En équipe nationale
- 47 sélections et 11 buts avec l'équipe de Serbie entre 2002 et 2014.

### Avec le Partizan de Belgrade
- Vainqueur du Championnat de Yougoslavie en 2002 et 2003.
- Vainqueur de la Coupe de Yougoslavie en 2001.

### Avec le PSV Eindhoven
- Vainqueur du Championnat des Pays-Bas en 2008.
- Vainqueur de la Supercoupe des Pays-Bas en 2008.

### Avec le Zénith Saint-Pétersbourg
- Vainqueur du Championnat de Russie en 2010 et 2012.
- Vainqueur de la Coupe de Russie en 2010.
- Vainqueur de la Supercoupe de Russie en 2011.

### Avec le Videoton FC
- Vainqueur du Championnat de Hongrie en 2018.